# アレクサンドル3世橋
アレクサンドル3世橋（アレクサンドルさんせいきょう、仏 : Pont Alexandre III）はフランス、パリのセーヌ川に架かる橋である。

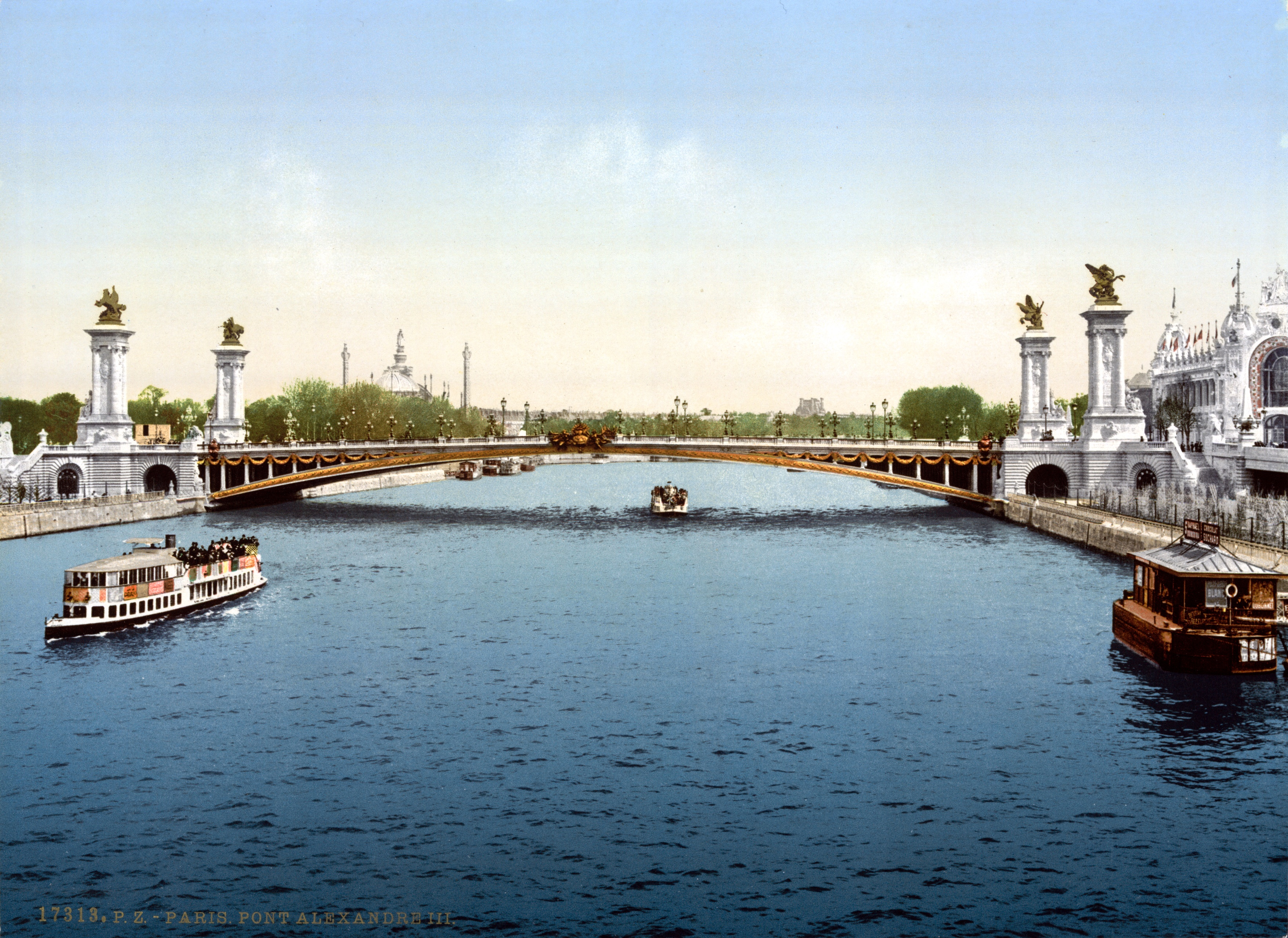
1900年、パリ万博当時のアレクサンドル3世橋

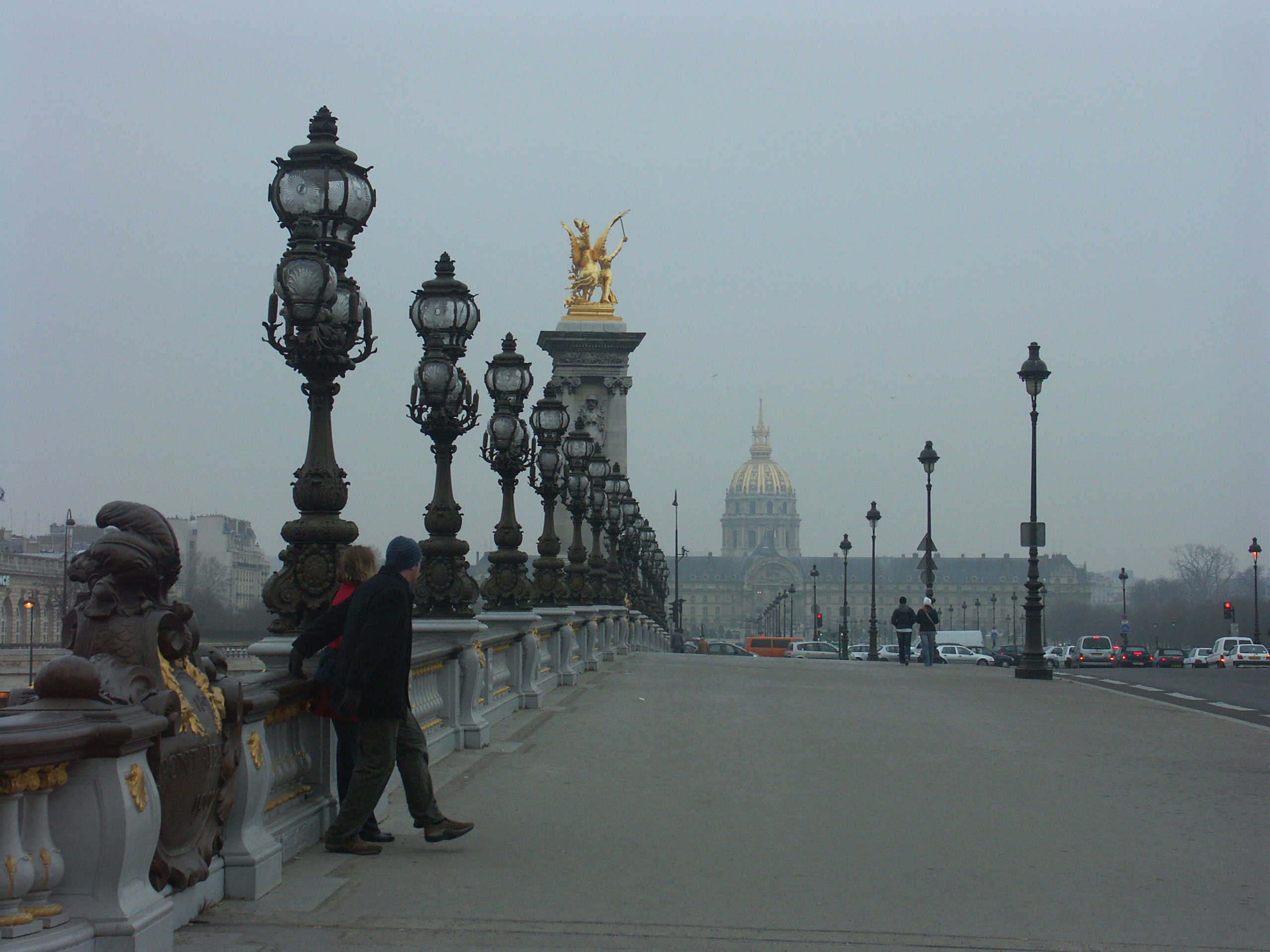
アンヴァリッドを望む

この橋はフランス共和国の大統領サディ・カルノーとロシア皇帝アレクサンドル3世の間に結ばれた友好の証として、ニコライ2世により1900年のパリ万国博覧会にあわせて建設、パリ市に寄贈された。
橋はアンヴァリッド広場とグラン・パレ、プティ・パレの間を結ぶように建設された。建設はエンジニアのジャン・レサル、アメデ・アルビー、建築家のジョゼフ・カシアン＝ベルナール 、ガストン・カズンに任された。
橋は鋼鉄製、幅40m、長さ107mで3つの関節を持つ単一アーチ橋で、中央に橋脚を建てることなくセーヌ川を一跨ぎしている。両端には石造りのトンネルがある。
アレクサンドル3世橋の礎石は1896年にニコライ2世によって設置され、1900年のパリ万博に際して落成した。橋の右岸、下流側には「1900年4月14日、フランス共和国大統領エミール・ルーベがパリ万博を開会し、アレクサンドル3世橋を除幕した」と記された記念碑がある。2024年パリオリンピックでは自転車ロードレースのゴール地点及びトライアスロン、水泳マラソンスイミング会場として使用される。

## 装飾
アレクサンドル3世橋はアールヌーヴォーの街灯、天使やニュンペーの像、ペーガソスといった華麗な装飾で有名である。
4隅の17mの高さの柱の上にはそれぞれ
- 芸術（エマニュエル・フレミエによる）
- 農業（ギュスターヴ・ミシェル（フランス語版）による）
- 闘争（ピエール・グラネ（フランス語版）による）
- 戦争（レオポルド・ステイナー（フランス語版）による）

を意味する女神像が立っている。
また、装飾にはそれぞれテーマがあって、
- 中世のフランス
- 近代のフランス
- ルネサンスのフランス
- ルイ14世のフランス

となっている。

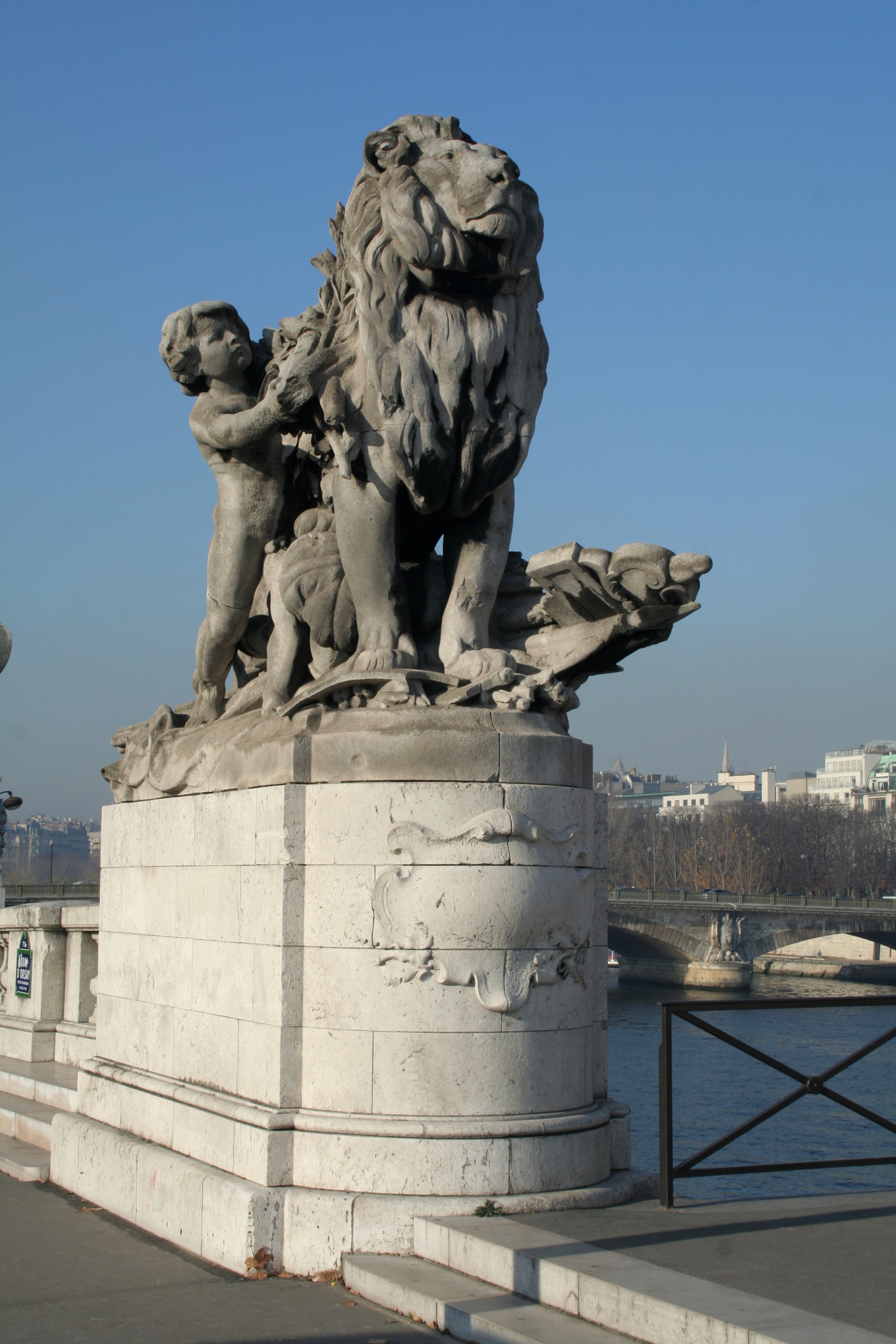
ジュール・ダルー作のライオン像
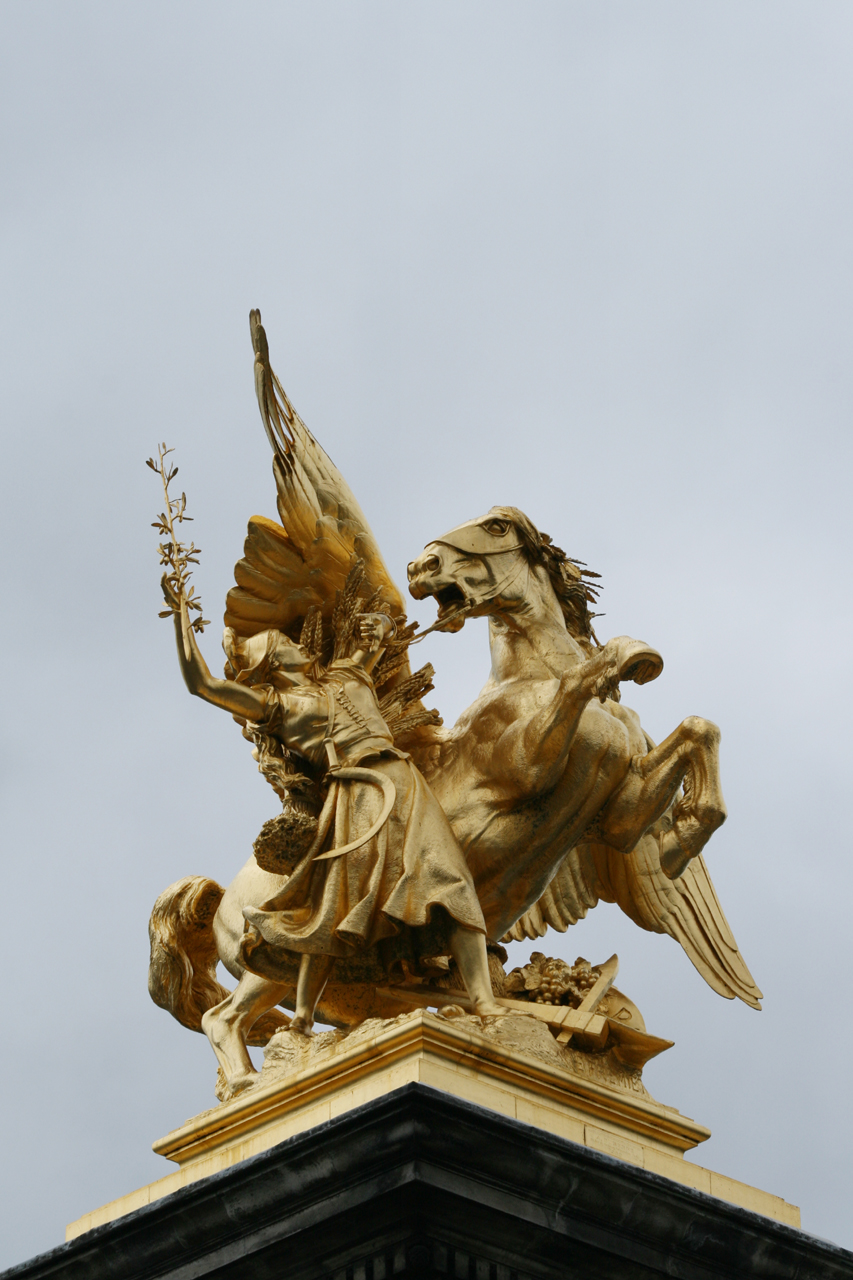
エマニュエル・フレミエ作「農業の繁栄」
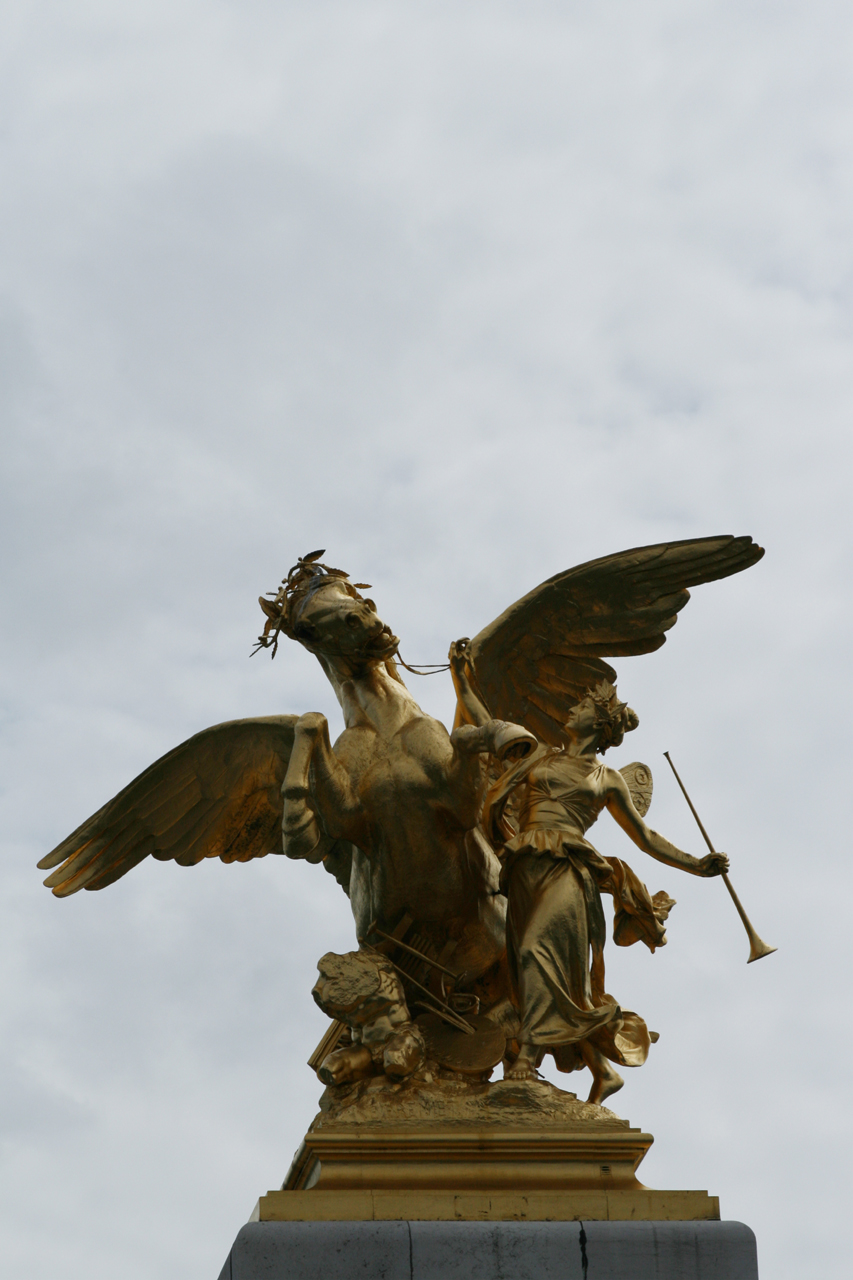
エマニュエル・フレミエ作「美術の繁栄」
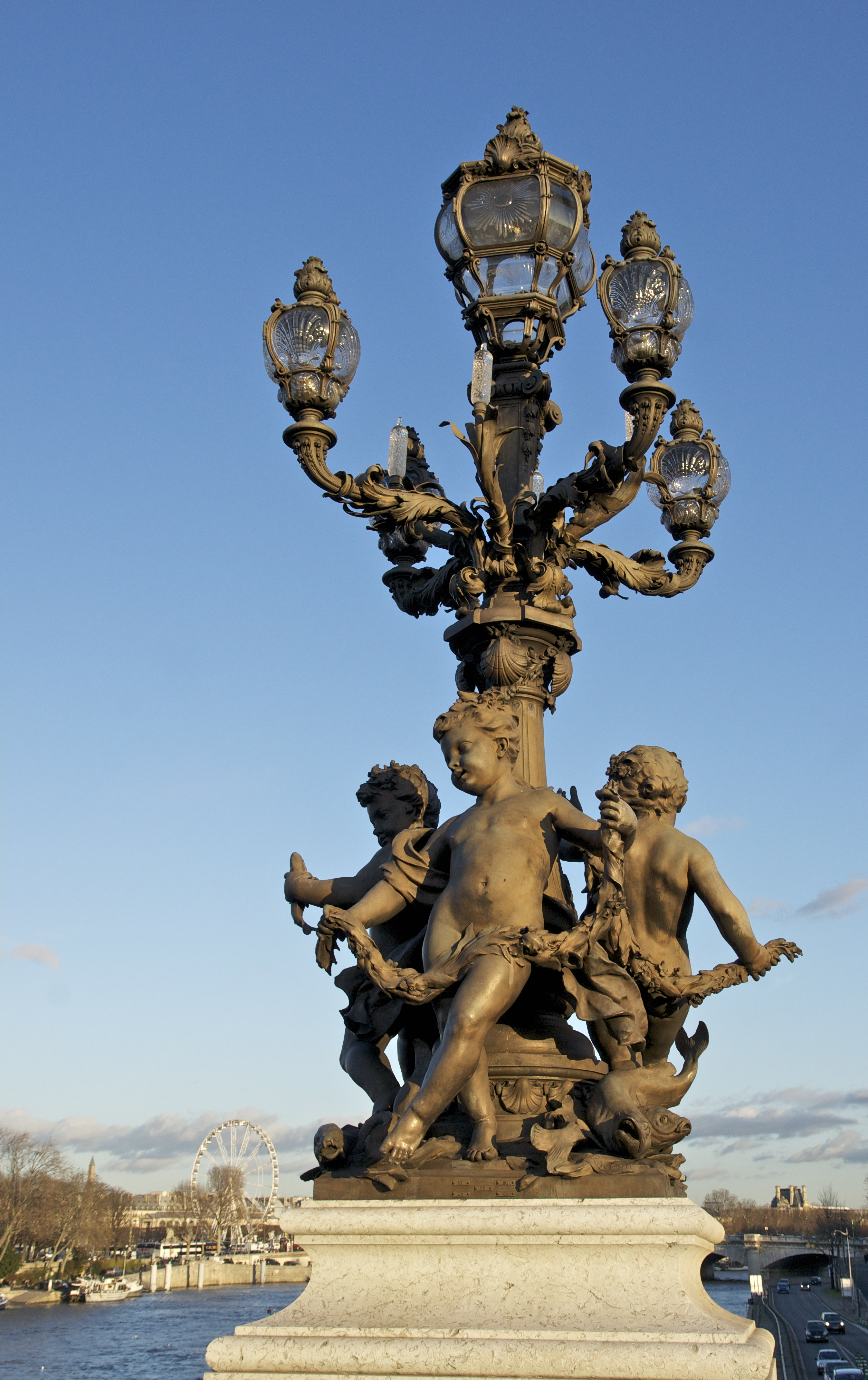
アンリ・デジレ・ゴーキェ作の街灯の装飾
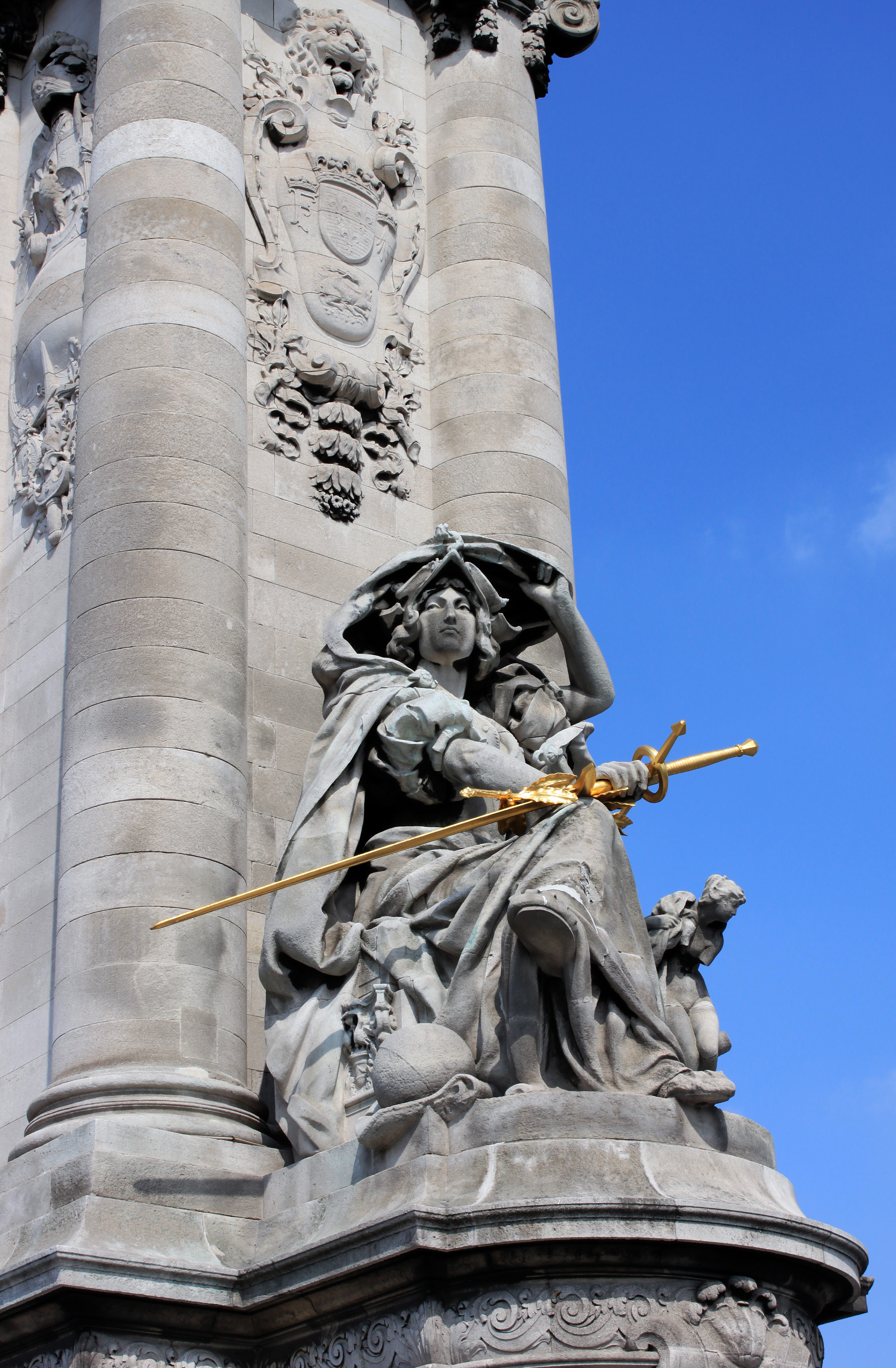
ジュール・クータン作「ルネサンスのフランス」
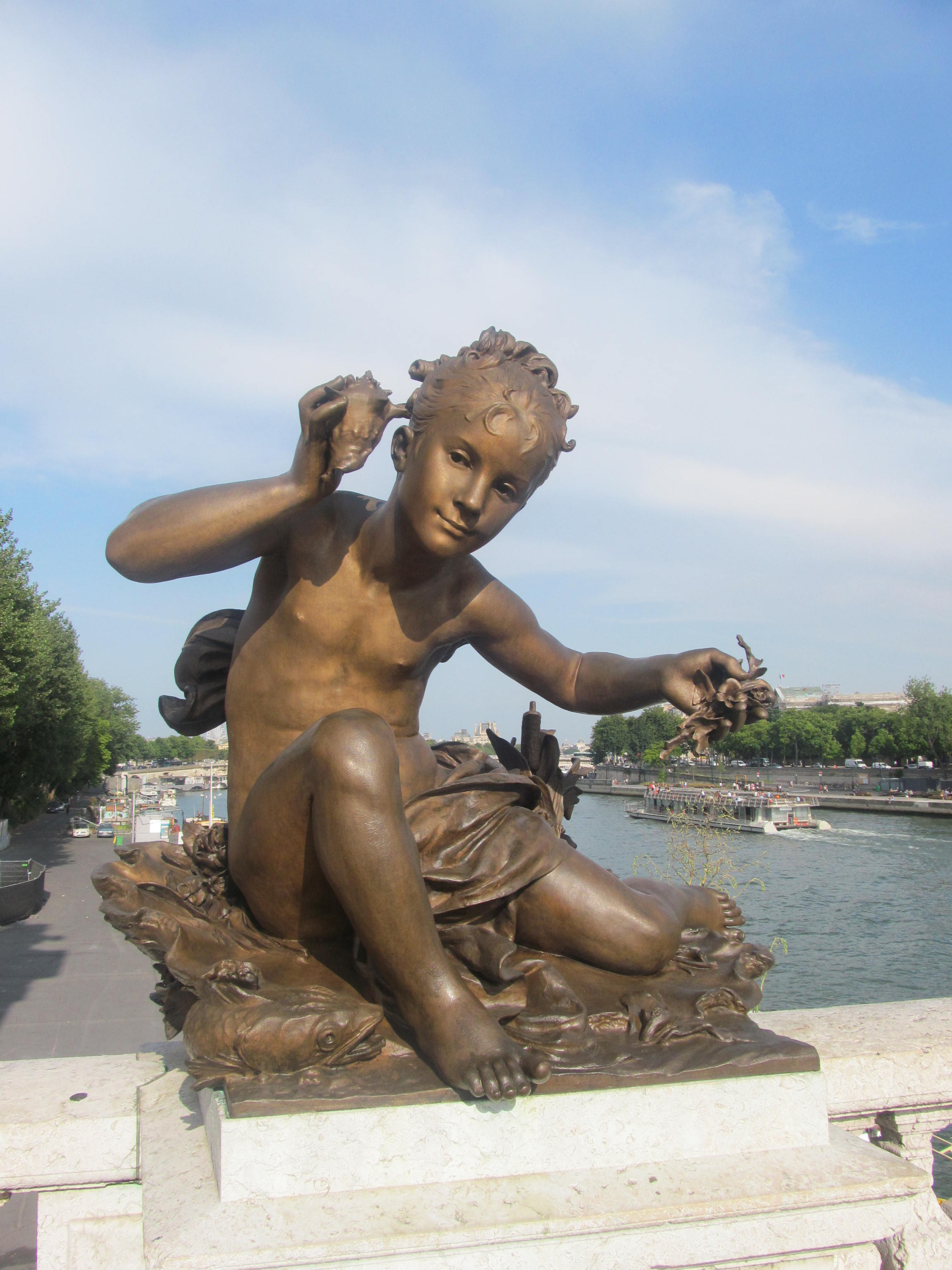
レオポール・モーリス作「貝殻をもつ少女」
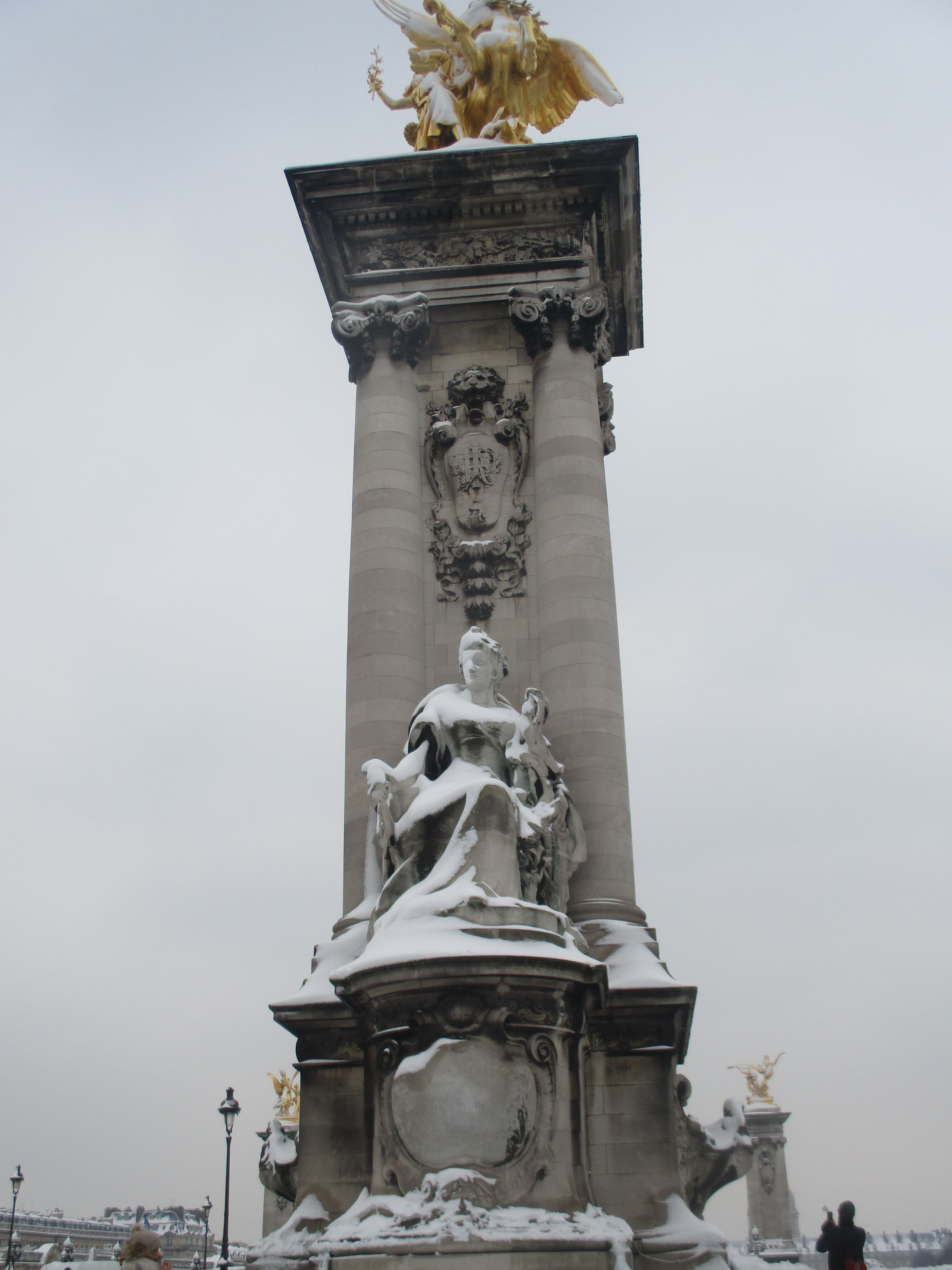
ギュスターヴ・ミシェル作、金色の像の台座の彫刻

## 交通
- メトロ8号線、13号線、 RER C線アンヴァリッド駅Invalides下車

## 隣の橋
（上流）レオポール・セダール・サンゴール橋―コンコルド橋―アレクサンドル3世橋―アンヴァリッド橋―アルマ橋（下流）